# Megabit
El megabit (Mbit o Mb) es una unidad de medida de información muy utilizada en las transmisiones de datos de forma telemática. Equivale a, 106 bits
Con frecuencia se confunde el megabit con el megabyte (que es equivalente a 106 bytes. Un byte se define como el conjunto de 8 bits).
El sistema operativo Microsoft Windows ayuda a la confusión dado que en sus pantallas de información refleja los números que equivalen a potencias de base 2 pero utiliza los prefijos del SI, que son para potencias de base 10.
Cuando se expresa una velocidad de, por ejemplo, 2 Mbit/s (‘megabits por segundo’), quiere decir que en un segundo se transmiten 2 millones de bits. (Que equivale a 250 000 Bytes)